# Sri-Lanka-Bergratte
Die Sri-Lanka-Bergratte oder Sri-Lanka-Ratte (Rattus montanus) ist eine Säugetierart aus der Gattung der Ratten innerhalb der Nagetiere (Rodentia). Sie lebt ausschließlich auf der Insel Sri Lanka und wird als bedrohte Art eingestuft.

## Merkmale
Die Sri-Lanka-Bergratte erreicht eine Kopf-Rumpf-Länge von etwa 17 Zentimetern und eine Schwanzlänge von 20 Zentimetern. Die Ohrlänge beträgt durchschnittlich 21,5 Millimeter und die Hinterfußlänge 33 Millimeter. Damit ist sie eine mittelgroße bis große Art innerhalb der Ratten, die Männchen sind im Durchschnitt etwas größer als die Weibchen. Sie hat ein langes und weiches Fell mit weichen Fellstacheln. Das Rückenfell ist dunkel grau-braun mit rötlicher Einfärbung, die vor allem an den Körperseiten zunimmt. Im Bereich der Fellstacheln sind die Haare dunkler, sie haben eine dunkelbraune Spitze und eine graue Basis. Die Rückenfärbung geht über die Seiten in die hellere stahl-graue Bauchfärbung mit bläulicher Einfärbung über. Das Kinn und die obere Kehle sind weiß und die Seiten des Gesichts hellgrau. Die Ohren sind rauchgrau, die Vibrissen sind lang. Die Füße sind hell grau-braun und bei den Hinterfüßen im Bereich der Zehen und bei den Vorderfüßen an den Innenseiten fast weiß. Der durchgehend dunkelbraune bis schwarze Schwanz erreicht etwa 120 bis 140 % der Kopf-Rumpf-Länge und ist spärlich behaart.

## Verbreitung
Die Art lebt endemisch im Zentrum der Insel Sri Lanka.

## Lebensweise
Über die Lebensweise der Sri-Lanka-Bergratte liegen nur begrenzte Angaben vor. Sie lebt im tropischen Regenwald und nassen Bergwäldern in Höhen zwischen 1320 und 2310 Metern. Sie ist dämmerungs- bis tagaktiv und lebt wie die meisten Ratten am Boden. Sie ernähren sich unter anderem von den Samen der auf der Insel verbreiteten Strobilanthes-Arten und die Bestände fluktuieren wahrscheinlich mit der Verfügbarkeit der Nahrung. Über die Fortpflanzung und Entwicklung liegen keine Informationen vor.

## Systematik
Die Sri-Lanka-Bergratte wird als eigenständige Art innerhalb der Ratten (Gattung Rattus) betrachtet und wurde 1932 von William Watt Addison Phillips aus Ohiya in West-Haputale aus einer Höhe von etwa 1800 Metern  wissenschaftlich beschrieben. Die Position innerhalb der Ratten ist ungeklärt und es wird vorgeschlagen, dass die Art aufgrund spezifischer Merkmale in eine eigenständige Gattung eingeordnet werden könnte.
Innerhalb der Art werden keine Unterarten abgegrenzt.

## Gefährdung und Schutz
Die Sri-Lanka-Bergratte ist nur von wenigen Fundorten bekannt und wird von der International Union for Conservation of Nature and Natural Resources (IUCN) aufgrund des fragmentierten Verbreitungsgebietes und der als Lebensraum genutzten Fläche von weniger als 500 km² als bedrohte Art („endangered“) eingestuft. Eine Bedrohung der Bestände besteht vor allem durch den mit der Umwandlung von Waldgebieten in landwirtschaftliche Flächen und der Waldrodung einhergehenden Lebensraumverlust.

## Belege
1. 1 2 3 4 5  C. Denys, P.J. Taylor, K.P. Aplin et al.: Sri Lankan Mountain Rat Rattus montanus. In: Don E. Wilson, T.E. Lacher, Jr., Russell A. Mittermeier (Hrsg.): Handbook of the Mammals of the World: Rodents 2. (HMW, Band 7) Lynx Edicions, Barcelona 2017, ISBN 978-84-16728-04-6, S. 833.
2. 1 2 3 4  Rattus montanus. In: Don E. Wilson, DeeAnn M. Reeder (Hrsg.): Mammal Species of the World. A taxonomic and geographic Reference. 2 Bände. 3. Auflage. Johns Hopkins University Press, Baltimore MD 2005, ISBN 0-8018-8221-4.
3. 1 2  Rattus montanus in der Roten Liste gefährdeter Arten der IUCN 2019. Eingestellt von: W.L.D.P.T.S. de A. Goonatilake, S. Molur, 2008. Abgerufen am 10. November 2019.